# 石和温泉ユースホステル

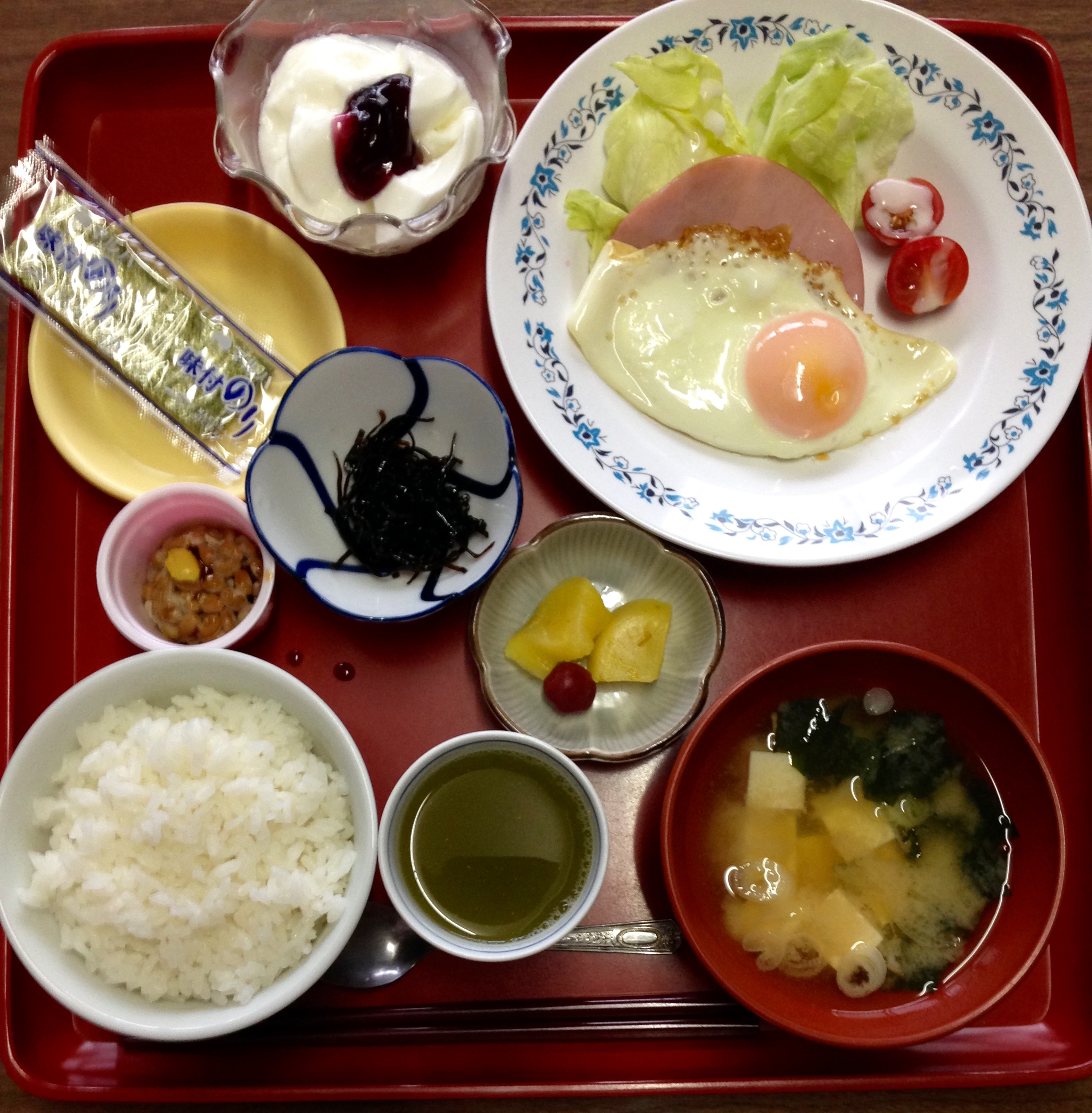
2016年7月6日の朝食

石和温泉ユースホステル（いさわおんせんユースホステル）は日本ユースホステル協会に加盟している山梨県のユースホステル。
1970年6月、山梨県石和町（現：笛吹市石和町）に開設。キャッチ・コピーは「若者の宿」。

## 設備
- 個人や小グループに適している
- 団体の利用に適している
- グループで一室利用可
- 駐車場あり
- 駐輪場あり
- 洗濯機あり
- 施設内に温泉あり
- 周辺に温泉あり
- レンタサイクルあり

## アクセス
- JR石和温泉駅下車 徒歩7分